# Spice Boys
Les Spice Boys est le surnom donné à un groupe de footballeurs du Liverpool FC, qui incluait Jamie Redknapp, David James, Steve McManaman, Robbie Fowler et Jason McAteer (et parfois, occasionnellement, Paul Ince et Stan Collymore). Ce surnom provient du groupe de musique Spice Girls.
Le surnom a été donné la première fois par le Daily Mail à la suite de rumeurs indiquant que Robbie Fowler sortait avec Emma Bunton, Baby Spice. Le surnom est vite devenu populaire dans les médias et parmi les personnes intéressées par le football. Le surnom connotait aussi le côté star de ces footballeurs, parfois critiquées pour leur trop grand intérêt pour leur apparence physique, leurs habits, leurs coupes de cheveux et leur mode de vie prodigue. 
Les apparitions de Jason McAteer dans une publicité pour Head & Shoulders et celle de David James pour Armani, ont aussi renforcées cette image, tout comme le fait que toute l'équipe était habillée en costumes Armani et chaussures Gucci, lors des formalités d'avant-match pour la finale de la FA Cup 1996. 
L'utilisation du surnom a ensuite lentement décliné avec le départ progressif des différents joueurs concernés pour d'autres clubs.

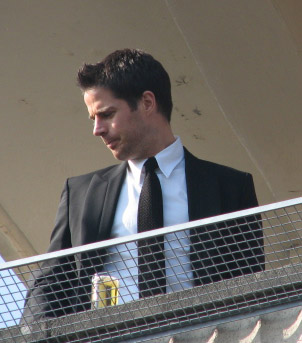
Jamie Redknapp
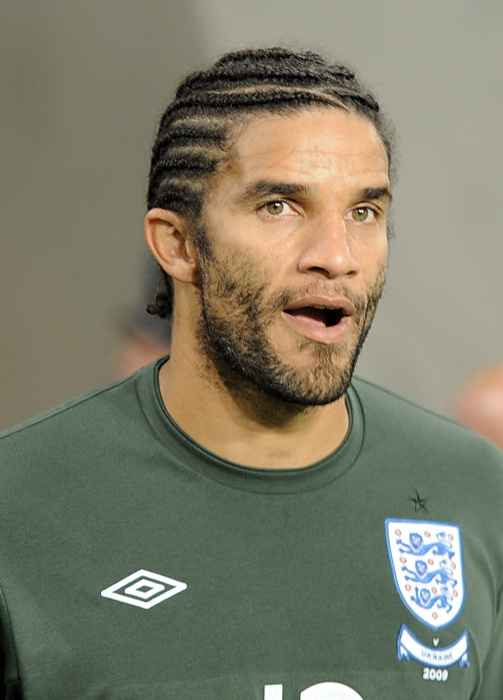
David Benjamin James
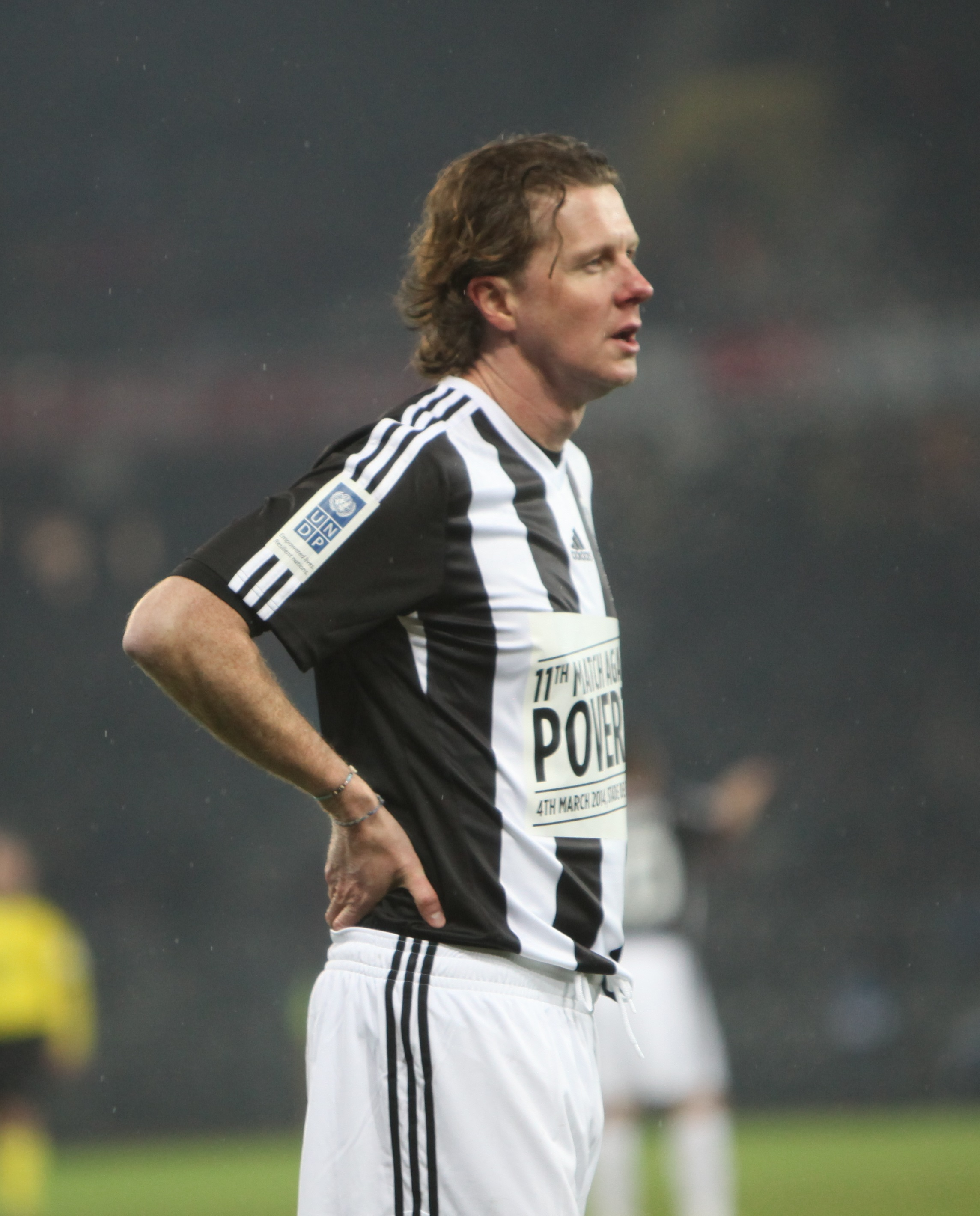
Steve McManaman
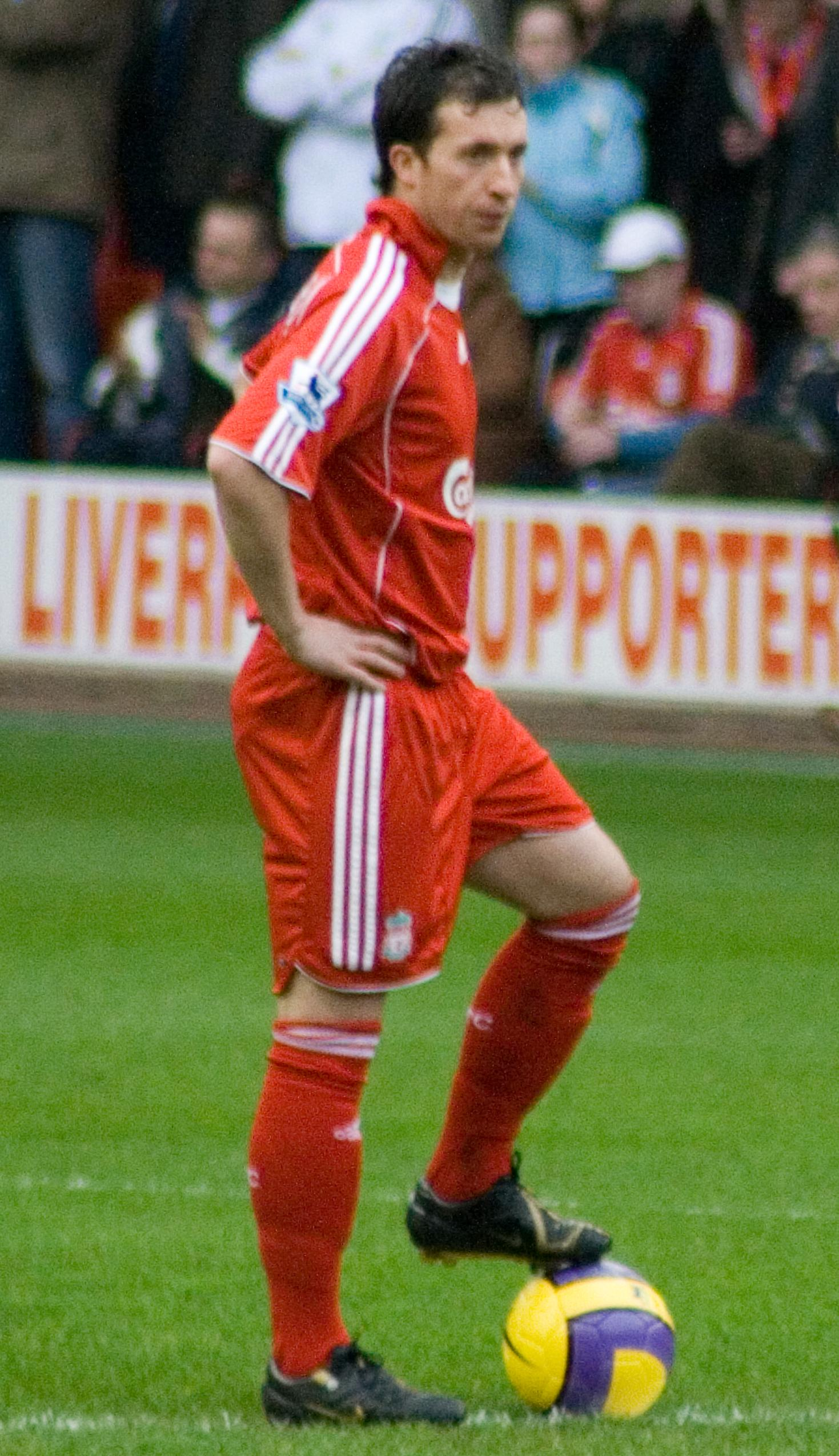
Robbie Fowler
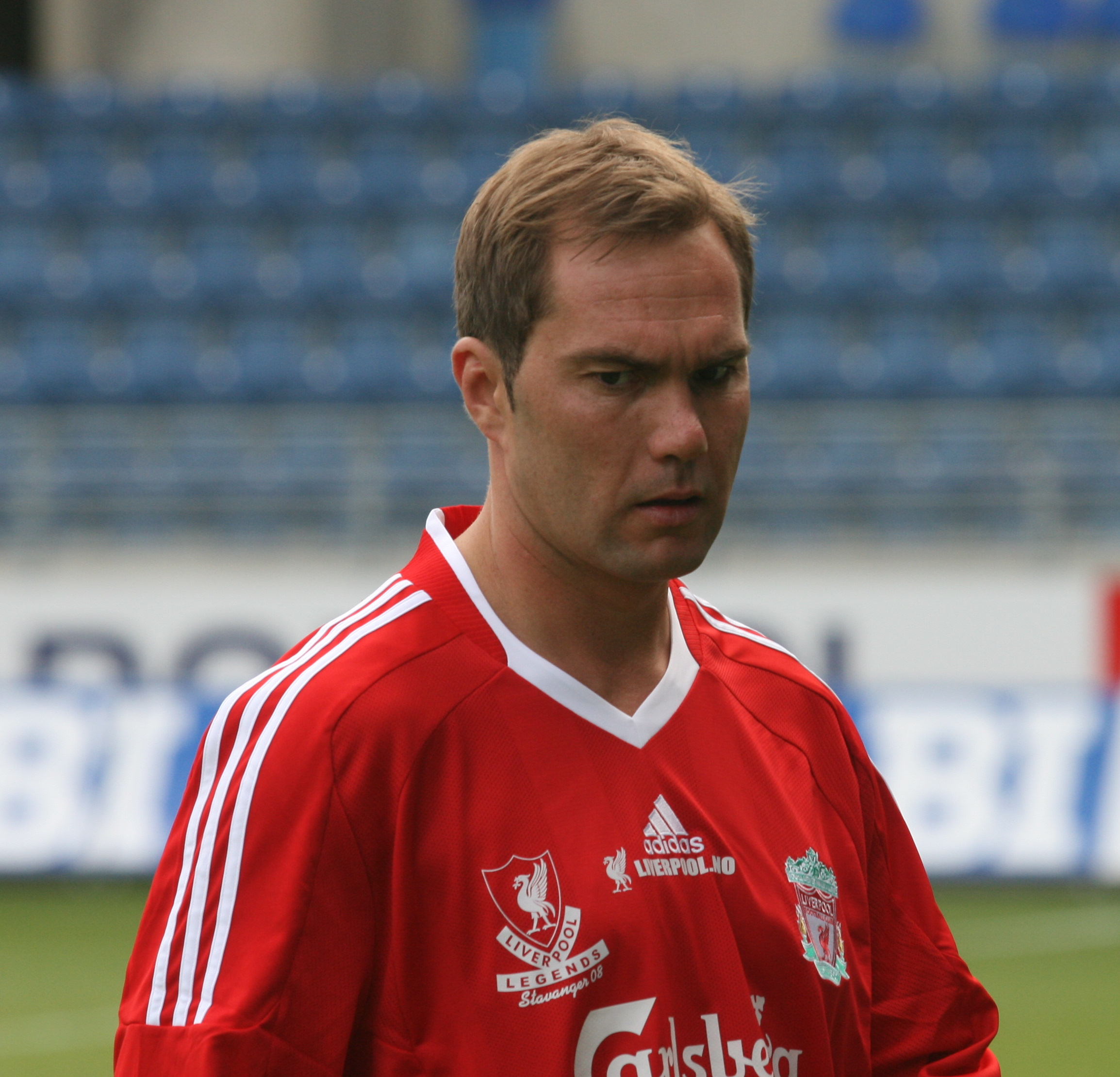
Jason McAteer